# さくら (2007年の映画)
『さくら』は、2007年公開の日本映画。神戸でとんぼ玉の創作に取り組んでいる女子大生が島根県浜田市を訪れ、地元で石見神楽を守る人々との交流を通して成長する姿を描く作品である。

## スタッフ
- 監督・脚本： 山崎都世子
- 製作：Okoku

## 主なキャスト
- 辻景子
- 三沢智
- 亀谷利幸
- 川神裕司
- 長尾康一
- 君町功